# Piasek (Mysłowice)
Piasek (dawniej: Zandka, niem. Piossek) – dzielnica Mysłowic, położona w północnej części miasta.
Osiedle powstało w XIX wieku jako kolonia górnicza wokół nieistniejącej już KWK Mysłowice. W granicach dzielnicy znajduje się również Szabelnia.
Przeważa budownictwo wielorodzinne, na obrzeżach  znajdują się duże tereny przemysłowe i staw Hubertus. W dzielnicy mieści się szkoła i gimnazjum sportowe, biblioteka, Szpital Miejski nr 2, przychodnie, kościół katolicki, sklepy, przystanki autobusowe oraz tramwajowe, przedszkole oraz tereny przemysłowe nieistniejącej już KWK Mysłowice i giełda samochodowa.